# Ogbono
L’ogbolo, du mot igbo pour désigner les fruits du genre Irvingia, est une soupe de la cuisine nigériane, issue de la cuisine traditionnelle des groupes igbo, dans le Sud-Est du pays. Les graines pilées des fruits sont utilisées comme épaississant et donnent à la soupe une couleur noire. La soupe contient également (outre de l'eau et de l'huile de palme) de la viande (bœuf, chèvre, poulet, viande de brousse), des crevettes ou écrevisses séchées et pilées, différents légumes-feuilles (bitterleaf, Celosia) et autres légumes (tomate, gombo), du piment, de l'oignon et de l’iru (néré fermenté). La soupe est généralement consommée avec du foufou de manioc ou d'igname (ou un mélange des deux), ou avec du riz. Des préparations pour ogbono sont disponibles dans de nombreux pays d'Afrique de l'Ouest et de la diaspora. La soupe à une texture mucilagineuse proche de celle de la soupe de gombo.